# Устюжанінов Дмитро Юрійович
Дмитро Юрійович Устюжанінов (рос. Дмитрий Юрьевич Устюжанинов; нар. 7 лютого 1962, Нижній Тагіл, Свердловська область, РРФСР) — радянський та російський футболіст, захисник.

## Життєпис
Вихованець ДЮСШ «Уралець», перші тренери — Є. Фомченков та В. Волошин. Розпочинав футбольну кар'єру в дорослій команді клубу з Нижнього Тагілу. З 1984 року захищав кольори за «Уралмашу».
На початку 90-х разом з Олегом Веретенниковим, Ігорем Ханкєєвим, Володимиром Блужиним та Володимиром Федотовим становив кістяк свердловського клубу. Устюжанін взяв участь у виїзному матчі з «Зенітом», поразка в якому перекреслило шанси «Уралмашу» на вихід до вищої ліги.
Проте, після розпаду чемпіонату СРСР уральська команда виявилася в елітному дивізіоні російського футболу. У 1992 році Дмитро дебютував у вищій лізі. Але в середині сезону був відрахований з клубу головним тренером Миколою Агафоновим. Не повернув його в команду й Віктор Шишкін, хоча вони з Дмитром були друзями.

## Статистика виступів

### Клубна
| Сезон | Клуб       | Матчі | Голи |
| ----- | ---------- | ----- | ---- |
| 1980  | «Уралець»  | 8     | 0    |
| 1981  | «Уралець»  | 28    | 4    |
| 1982  | «Уралець»  | 21    | 1    |
| 1983  | «Уралець»  | 10    | 0    |
| 1984  | «Уралмаш»  | 29    | 1    |
| 1985  | «Уралмаш»  | 24    | 1    |
| 1986  | «Уралмаш»  | 32    | 2    |
| 1987  | «Уралмаш»  | 32    | 0    |
| 1988  | «Уралмаш»  | 30    | 0    |
| 1989  | «Уралмаш»  | 42    | 0    |
| 1990  | «Галичина» | 12    | 0    |
| 1990  | «Уралмаш»  | 29    | 0    |
| 1991  | «Уралмаш»  | 39    | 1    |
| 1992  | «Уралмаш»  | 15    | 0    |